# 西安国家民用航天产业基地
西安国家民用航天产业基地是陕西省、西安市人民政府联合中国航天科技集团公司建设的航天科技产业和国家战略性新兴产业聚集区，是中国唯一以航天为特色的国家级航天经济技术开发区。该基地成立于2006年11月，位于曲江新区南侧，长安区东部，总规划面积约86.65平方公里，其中一期规划面积23.04平方公里，二期规划面积42.10平方公里。基地内建有中国航天西安航天发动机有限公司、省计量科学研究院、空间电子信息技术研究院、国家授时中心等高等技术研究场所。

## 一期工程概况
西安国家民用航天产业基地一期工程以中国航天西安航天发动机有限公司以及零七六基地为中心，东抵北长安街与长安区老城为界，西抵神舟三路、南抵东长安街与项目二期为界，北抵航天大道与曲江二期为界，总占地23.04平方公里。该工程已于2017年全部完工。
项目内现有轨道交通3.7公里，二级甲等以上医院一所，社区若干

## 二期工程概况
西安国家民用航天产业基地二期工程以原一期工程为基础向东、南两方向发展，总占地42.10平方公里。项目内现建有社区16个，中小学24所，医疗机构6家，以及省计量科学研究院、空间电子信息技术研究院、国家授时中心等技术单位。该工程包茂高速以西区域已于2021年大体完工，高速以东区域预计2035年前完工。

## 中长期工程概况
预计将以终樊河为界，东抵，覆盖了引镇、炮里、鸣犊等多条街道。
2022年4月24日，航天液体动力展示中心在西安航天产业基地航天科技集团六院液氧煤油发动机新区開館。